# Sphoeroides nitidus
Sphoeroides nitidus es una especie de peces de la familia Tetraodontidae en el orden de los Tetraodontiformes.

## Hábitat
Es un pez de mar de clima subtropical y demersal.

## Distribución geográfica
Se encuentran en Nueva Zelanda.

## Observaciones
Es inofensivo para los humanos.